# Adrian Mierzejewski
Adrian Mierzejewski, né le 6 novembre 1986 à Olsztyn, est un footballeur international polonais. Il occupe actuellement le poste de milieu de terrain.

## Biographie
Le 1er mars 2010, Adrian Mierzejewski est sélectionné pour la première fois dans l'équipe nationale polonaise pour un match amical contre la Bulgarie, en remplacement de Łukasz Piszczek, blessé. Finalement, il doit attendre le 29 mai pour jouer son premier match international. Contre la Finlande à Kielce, les Polonais obtiennent le match nul et vierge, et Mierzejewski joue la majeure partie de la rencontre, quittant le terrain à un quart d'heure de la fin.

## Palmarès

### Collectif
- Coupe de Pologne de football en 2006
- Championnat d'Arabie saoudite en 2015
- Coupe d'Australie de football en 2017

### Individuel
- Nommé en 2010 au titre de meilleur joueur polonais de l'année